# Исаев, Михаил Михайлович
Миха́ил Миха́йлович Иса́ев (1880—1950) — советский учёный-правовед, специалист по уголовному праву, доктор юридических наук, профессор, Заслуженный деятель науки РСФСР.

## Семья
Родился 17 июня 1880 года в Санкт-Петербурге в многодетной семье простого служащего. После смерти отца его семья ютилась в трех маленьких комнатах и старшие сыновья, в их числе и Михаил Исаев, с юного возраста зарабатывали на хлеб репетиторством. Хотя приходилось считать каждую копейку, все дети семьи Исаевых получили высшее образование.

## Образование

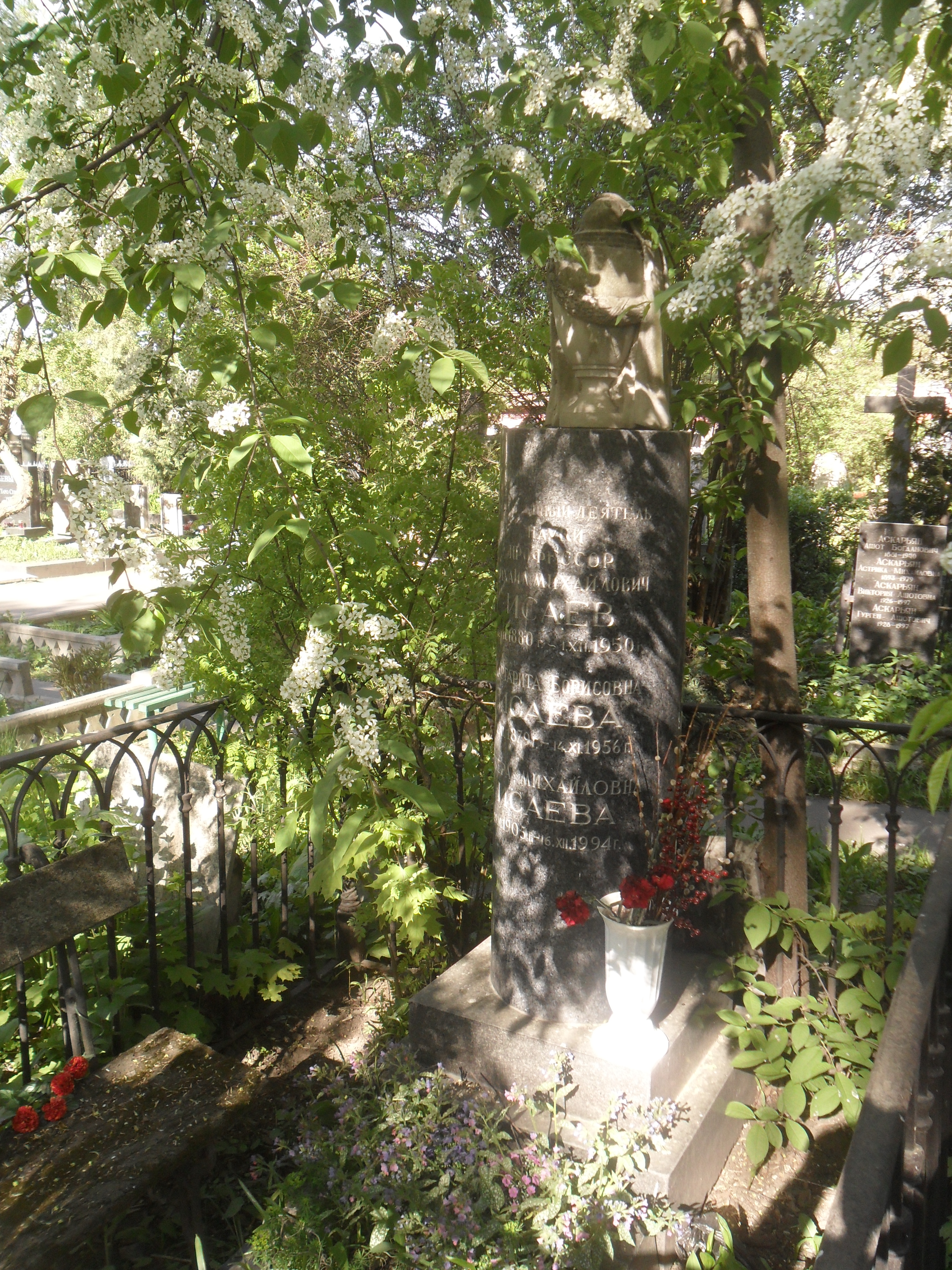
Могила на Новодевичьем кладбище в Москве

В 1898 году Исаев окончил гимназию, после чего в течение года отбывал воинскую повинность. Осенью того же года он поступил на юридический факультет Петербургского университета и окончил его весной 1903 года с дипломом 1-й степени и серебряной медалью. По представлению юридического факультета он остался при университете на кафедре уголовного права «для приготовления к профессорскому званию». В процессе подготовки к учёному званию (1903—1909) Исаев несколько раз был в Германии, где посещал образовательные семинары в Берлине.
Весной 1909 года Исаев сдал магистерские экзамены и получил разрешение на чтение лекций в качестве приват-доцента. С 27 сентября 1910 года — присяжный поверенный
После Октябрьской революции, в 1918 году он переезжает в Москву и становится профессором и членом Социалистической академии. В апреле 1919 года он назначается профессором по кафедре уголовного права Московского университета. С 1925 года Исаев, не прерывая педагогической деятельности, работал во Всесоюзном институте юридических наук.

## Научная деятельность
М. М. Исаев одним из первых активно разрабатывал проблемы исправительно-трудового права. В 1930 году он посетил несколько исправительно-трудовых колоний, участвовал в работе по наблюдению за судебными органами и подготовке учебников и пособий по этой теме.
В Великую Отечественную войну он изучает работу военных трибуналов и читает лекции по уголовному праву для работников Верховного Суда СССР, для военных юристов и народных судей.
Большое место в его работе занимало развитие высшего юридического образования. В своих статьях он советует сближение теории с практикой, а также организацию заочного обучения. С 1940 года Исаев был профессором Всесоюзного юридического заочного института. Дружил с известным историком профессором С. В. Юшковым и А. М. Ремизовым.

## Награды и звания
23 апреля 1940 года M. М. Исаеву присуждена ученая степень доктора юридических наук и он утвержден в учёном звании профессора. В 1944 году за научно-педагогическую деятельность он награждён орденом Трудового Красного Знамени, а в 1945 году ему присвоено почётное звание заслуженного деятеля науки РСФСР.

## Работы
- 1905 — статья «Преступность и экономические факторы».
- 1924 — книга «Подпольная адвокатура» — М., 1924.
- 1925 — учебник «Общая часть советского уголовного права РСФСР».
- 1927 — статья «Основы пенитенциарной политики».
- 1928 — статья «Пенитенциарное право и его преподавание в СССР».
- 1929 — статья «Реформы и перспективы исправительно-трудового дела».
- 1929 — учебник «Уголовное право. Особенная часть».
- 1948 — монография «Вопросы уголовного права и уголовного процесса в судебной практике Верховного Суда СССР».
- 1948 — монография «История советского уголовного права».
- 1949 — монография «Советское уголовное право в период Великой Отечественной войны».

## Дети
- Сын — Алексей Михайлович Исаев (1908—1971)
- Дочь — Вера Михайловна Исаева
- Сын — Борис Михайлович Исаев